# Gran Premio Costa degli Etruschi 2015
Il Gran Premio Costa degli Etruschi 2015, ventesima edizione della corsa e valida come evento dell'UCI Europe Tour 2015 categoria 1.1, si è disputato l'8 febbraio 2015, su un percorso di 190,6 km. L'italiano Manuel Belletti si è aggiudicato la corsa giungendo al traguardo nel tempo di 4h29'28" alla media di 42,439 km/h, al secondo posto Davide Viganò e al terzo Niccolò Bonifazio entrambi italiani.
Partenza da San Vincenzo con 138 ciclisti, dei quali 93 portarono a termine la gara.

## Squadre e corridori partecipanti
| N.    | Cod. | Squadra                     |
| ----- | ---- | --------------------------- |
| 1-8   | STH  | Southeast Pro Cycling Team  |
| 21-26 | LAM  | Lampre-Merida               |
| 31-38 | RVL  | RusVelo                     |
| 41-48 | BAR  | Bardiani-CSF                |
| 51-58 | AND  | Androni Giocattoli-Sidermec |
| 61-68 | NIP  | Nippo-Vini Fantini          |
| 71-76 | COL  | Colombia                    |
| 81-88 | CLT  | Cult Energy Pro Cycling     |
| 91-98 | ROT  | Roth-Skoda                  |

| N.      | Cod. | Squadra                 |
| ------- | ---- | ----------------------- |
| 101-108 | MKT  | Meridiana-Kamen Team    |
| 111-118 | RWS  | Felbermayr-Simplon Wels |
| 121-128 | UNA  | Utensilnord             |
| 131-137 | AMO  | Amore & Vita-Selle SMP  |
| 141-148 | IDE  | Team Idea 2010 ASD      |
| 151-158 | VHS  | MG.Kvis Vega            |
| 161-168 | GMC  | GM Cycling Team         |
| 171-178 | UNI  | Unieuro-Wilier          |

## Ordine d'arrivo (Top 10)
| Pos. | Corridore         | Squadra      | Tempo    |
| ---- | ----------------- | ------------ | -------- |
| 1    | Manuel Belletti   | Southeast    | 4h29'28" |
| 2    | Davide Viganò     | Team Idea    | s.t.     |
| 3    | Niccolò Bonifazio | Lampre       | s.t.     |
| 4    | Russell Downing   | Cult Energy  | s.t.     |
| 5    | Sonny Colbrelli   | Bardiani-CSF | s.t.     |
| 6    | Oscar Gatto       | Androni      | s.t.     |
| 7    | Simone Consonni   | Italia       | s.t.     |
| 8    | Davide Martinelli | Italia       | s.t.     |
| 9    | Francesco Reda    | Team Idea    | s.t.     |
| 10   | Simone Petilli    | Unieuro      | s.t.     |